# ASIL Lysi
El Athlitikos Syllogos Ischys Lysis (en griego: Αθλητικός Σύλλογος Ισχύς Λύσης; en español: Asociación Deportiva Poderoso Lysi) es un equipo de fútbol de Chipre que juega en la Segunda División de Chipre, la segunda categoría de fútbol en el país.

## Historia
Fue fundado el 26 de junio de 1932 en la ciudad de Lysi de la provincia de Famagusta y el nombre del club lo puso Demetris Lambrou y el club ha disputado más de 170 partidos en la Primera División de Chipre, aunque su marca en la máxima categoría es perdedora.
El club fue fundado como un grupo de refugiados luego de la invasión turca a Chipre en 1974, del cual se vieron forzados a jugar temporalmente en la ciudad de Larnaca.

## Palmarés
- Cypriot Second Division Winners: 2

1966–67, 1973–74
- Cypriot Third Division Winners: 1

2000–01